# 2 Pułk Jazdy Krakowskiej
2 Pułk Jazdy Krakowskiej – pułk jazdy polskiej doby powstania listopadowego.
Sformowany w lutym 1831 z dobrowolnych ofiar obywateli województwa krakowskiego. Pułk otrzymał 10 krzyży złotych i 2 srebrne.

## Dowódcy pułku
- ppłk Antoni Paszyc (od 28 lutego 1831),
- ppłk Bazyli Lewiński (od 28 lipca 1831, od września płk).

## Walki pułku
Pułk brał udział w walkach w czasie powstania listopadowego.

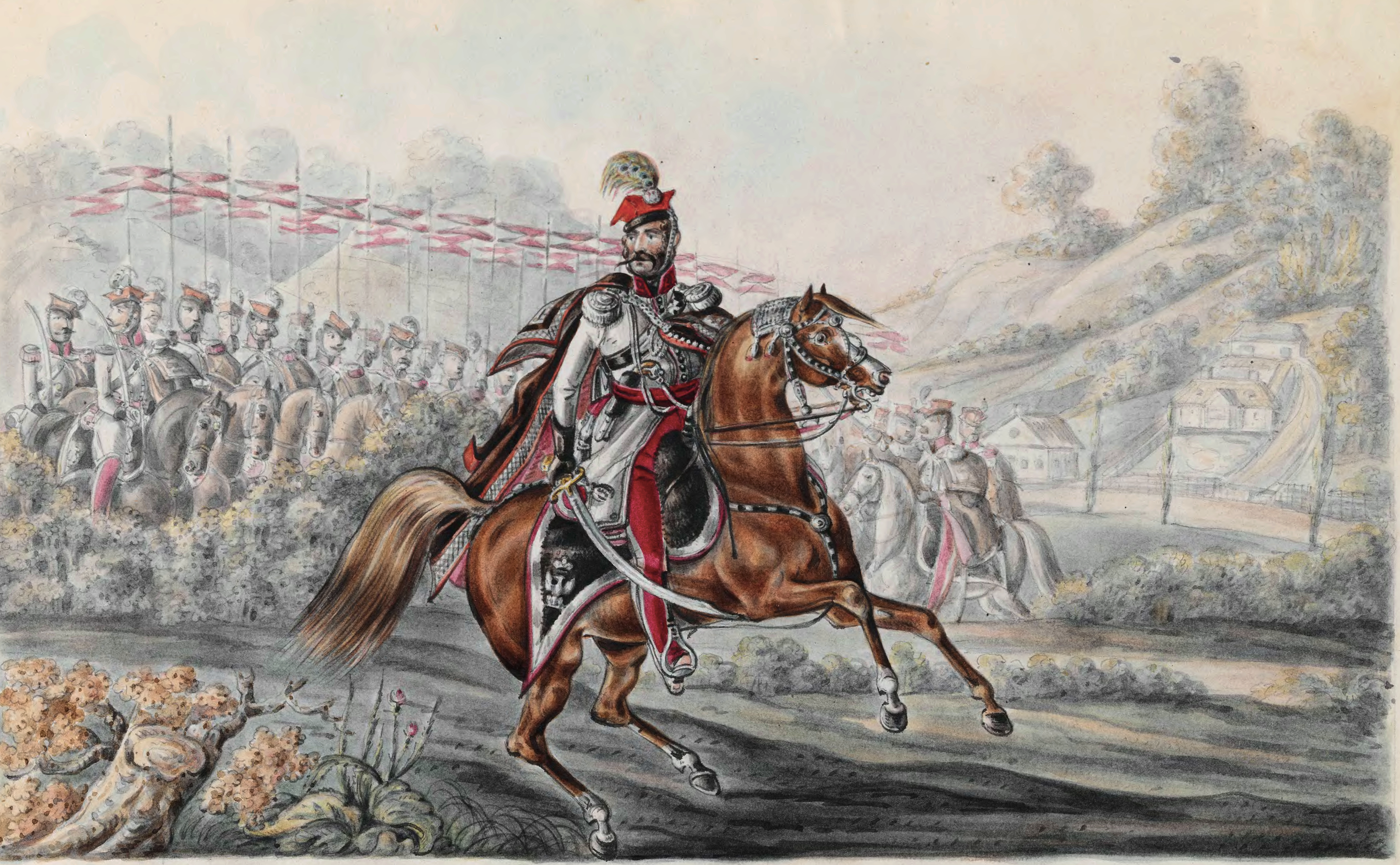
2 pułk Jazdy Krakowskiej

Bitwy i potyczki:
- Płońsk (4 lipca 1831),
- Drobin (11 lipca 1831),
- Strachów (17 lipca 1831),
- Raciąż (23 lipca 1831).